# Nykulla

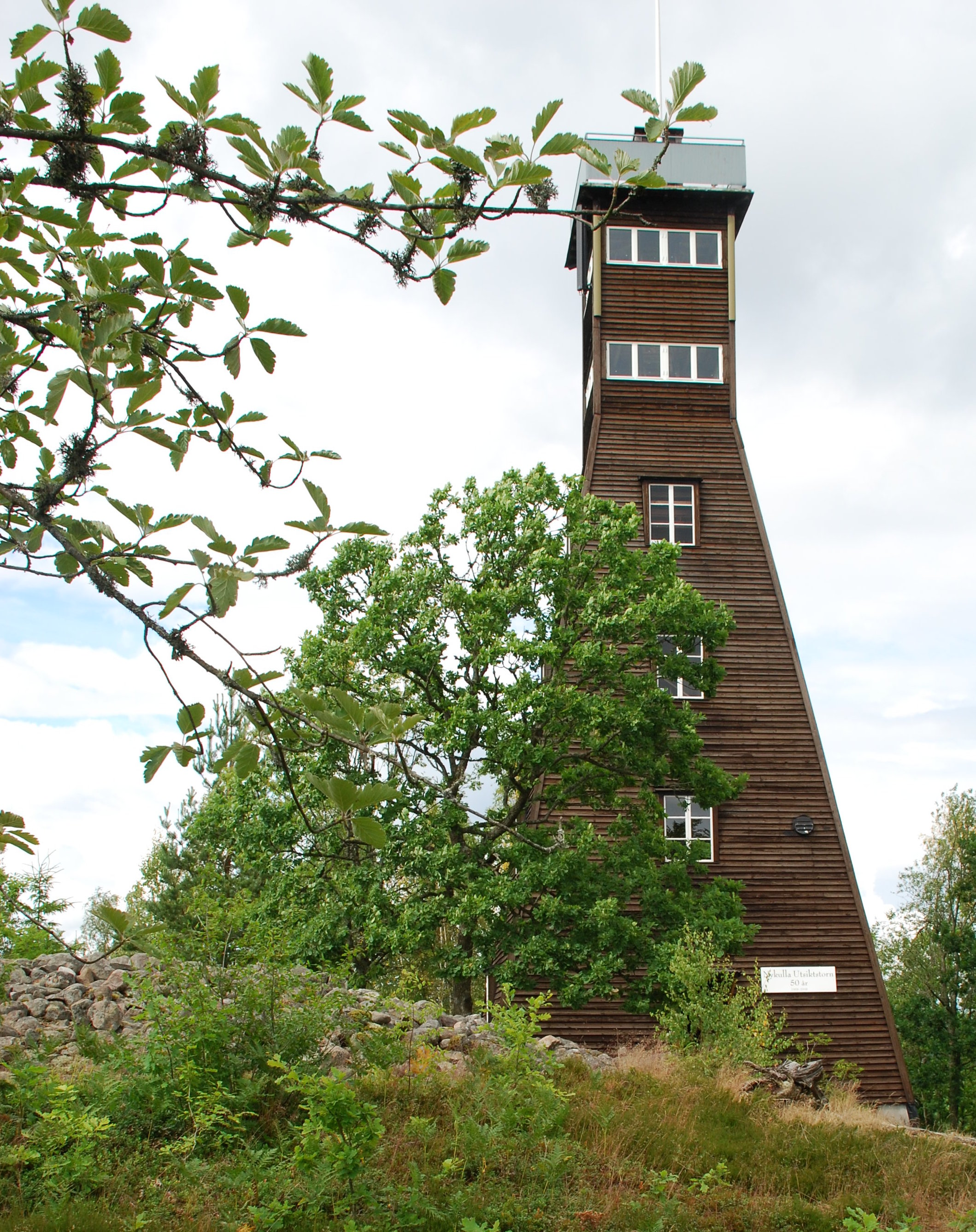
Nykulla utsiktstorn och bronsåldersröse

Nykulla är en by i Tjureda socken i den norra delen av Växjö kommun. Byn består av 20-talet fastigheter som till största delen är jordbruksfastigheter. 
I Nykulla finns Kronobergs läns enda utsiktstorn där man kan se ett tiotal kyrktorn och lika många socknar (Tolg, Asa, Tjureda, Söraby, Gärdsby, Berg, Ormesberga, Hornaryd, Nottebäck samt Växjö domkyrka). Tornet uppföres 1958 och tillbyggdes 1960. Det är 25 meter högt och när man står högst upp är man 258 meter över havet. Tornet innehåller även ett bygdemuseum. 
Sommaren 2008 figurerade tornet i tv-programmet Hej hej sommar. I byn finns flera fornminnen, främst bronsåldersrösen. 